# إيرين (باد كاليه)
إيرين، باد كاليه (بالفرنسية: Érin)‏ هي بلدية تقع في إقليم باد كاليه من منطقة نور با دو كاليه في شمال فرنسا. تبلغ مساحة هذه المدينة 6.36 (كم²)، وترتفع عن سطح البحر  م، يبلغ عدد سكانها 152 نسمة حسب إحصاء المعهد الوطني للإحصاء والدراسات الاقتصادية سنة 2009 م. وترأس البلدية خلال فترة ().